# Pneumatologia
La pneumatologia, mot que prové del grec πνεῦμα, 'esperit, baf, vent' i λογία 'estudi' és la ciència que estudia la interacció entre Déu i l'home mitjançant l'Esperit Sant.

## A la filosofia
Per als estoics, Déu és com un esperit o alè vital que omple, legisla i dirigeix l'Univers.
Els estoics van distingir dos principis a la realitat: una matèria informe, pura possibilitat i passivitat, i l'ànima (pneuma) o baf que dona forma, actualitat i moviment a la matèria. Tanmateix, no van arribar a un concepte de l'esperit com quelcom de radicalment oposat a la matèria i immaterial. Segurament influïts per la idea que només allò material pot obrar a la realitat corpòria, ho van pensar compost de matèria subtil i invisible. La matèria i l'esperit estan a totes les coses, tot allò real participa en major o menor mesura d'aquests dos principis. Aquesta tesi implica una concepció panteista: Déu o l'Esperit està a tot arreu, encara que l'ànima humana sigui l'expressió més fidel de la seva naturalesa.
El pneuma es pot comprendre des de diverses perspectives:
- Com la natura: origen de tot allò viu i de tot moviment
- Com un poder creador i conformador: dona ésser i intel·ligibilitat a les coses naturals
- Com la providència i alhora com una llei universal: legisla la totalitat dels esdeveniments del món i dirigeix les coses cap a llur pròpia perfecció
- Com un destí inevitable: el naixement, durada, mort i maneres de ser i de comportar-se de les coses està traçat d'antuvi pel pneuma

Religiosament s'identifica amb la divinitat, anomenada popularment Zeus, i sobretot com el logos, com la raó que domina el món.
A la filosofia es parla de pneumatologia o pneumàtica, sobretot en connexió amb la filosofia de Gottfried Wilhelm Leibniz, com de la "ciència" dels esperits entesa com la investigació sobre Déu, les ànimes i les substàncies simples. Reprès per Christian Wolff, el terme continua indicant el conjunt de psicologia i teologia natural però en el transcurs dels segles sempre designa principalment així la sola esfera psicològica així ho era per a D'Alambert o, successivament, per a Antonio Rosmini la pneumatologia va concernir exclusivament els "esperits creats", com homes i àngels i no pas Déu.

### Blaise Pascal
Al seu Traité du Pneumatique, Blaise Pascal vessa les seves aportacions al vell tema de l'estudi de l'aire. El mèrit de Pascal en aquest terreny va consistir en l'aplicació del model hidroestàtic per demostrar les propietats de l'atmosfera com un fluid, resolent les velles especulacions al voltant de l'horror vacui (ja propugnat segles abans per Aristòtil) i explicant els fenòmens baromètrics entrevists per Galileo Galilei i paradigmàticament investigats per Evangelista Torricelli.

## A la teologia cristiana
A la teologia cristiana, la pneumatologia es refereix a l'estudi de l'Esperit Sant. A la doctrina cristiana, l'Esperit Sant és la tercera persona de Déu a la Santíssima Trinitat. Algunes variants del cristianisme neguen que l'Esperit Sant sigui personal, tot i que asseguren que pot influir en les persones.
Durant el segle xix ha estat considerada principalment com una font de gràcia i de fe, consignada per la doctrina de la salvació; mentre que el segle XX fou de reconeixement, sobretot entre els autors protestants, com per exemple a la teologia calvinista en què l'Esperit Sant té un paper fonamental, tot i que molt més en un proto-coneixement de l'escatologia.